# Манастир Светог Јована Крститеља (Сер)
Манастир Светог Јована Крститеља (грч. Μονή Τιμίου Προδρόμου Σερρών) је женски православни манастир основан 1270 године на гори Маникеј , 10 km сјеверо-источно од града Сера, Периферија Средишња Македонија, Грчка.

## Историја
Спиридон Гопчевић наводи податак да је ктитор манастира Стефан Душан. У манастиру је постојала ктиторска фреска цара Душана  коју су бугарски попови уништили под утицајем антисрпске бугарске пропаганде. Cousinery је 1814. године погрешно описао ову рестаурирану слику као да се на њој налази, у природној величини, слика бугарског краља (ктитора манастира). О њему је још записао да се звао Стефан, да му је у Серу била пријестоница и да је узео себи за жену Јелену, ћерку Андроника III Палеолога . Фреска је поново откривена 2021. године и на њој се виде цар Душан, краљ Урош и царица Јелена.
У овој светој обитељи су нађене у 19. вијеку владарске хрисовуље писане на грчком језику, које је издавао цар Душан, а односе се на град Сер и тај манастир на планини Маникеј. Пронашао их је објавио садржај Ђорђе Јоанид 1856. године.
При манастиру је између 1867-1887. године радила српска народна школа.
Године 1898. на дан Св. Максима Исповедника, стари игуман манастира Христифор "помућен и занет заборави једног дана да су слике оснивача и осниватељке (Срба) тога манастира постале иконе". Наредио је радницима који су оправљали унутрашњост храма да кречом премажу ликове на тим стародревним живописима, "чији су отисци на души народној". Судбина је убрзо учинила своје са неразумним монахом. Извесни разбојник Коча из места Трстенице, је покушао после године дана (1899) да опљачка и тај манастир. Како нису нашли новца, између 40 калуђера отели су старог игумана. Одвели су га у планину и затражили за њега откуп, од 500 лира "за његов живот"; али старац је претрпевши муке већ умро. Оба догађаја десила су се на исти дан 13. августа (празник Св. Максима), две године заредом.
Током 21. века остаци старих фресака су откривени, у питању је фреска цара Душана, царице Јелене и краља Уроша.
Симонида Палеолог Немањић је умрла у овом, Зихнијском манастиру, у храму Св. Јована Претече и ту је сахрањена. Ту цркву је касније изнова подигао цар Душан, поставши њезин ктитор. Свету обитељ је подигао, из развалина, митрополит зихински Јоаким, за владавине старијег Андроника. Потчини му се још један манастир у Серу и оба су била под једним игуманом, који није зависио од мјесног архијереја, него од цариградског патријарха. Ктитори су били оба Андроника и баба цара Душана, краљица Симонида. Дарове је манастир добио и од Теодора Метохита, а Кантакузин је водио бригу и надзор. Душан, поставши цар, поста и ктитор овог манастира. Издао је манастиру повељу 1345., у којој су наведени бројни дарови.